# Stigmella kurilensis
Stigmella kurilensis là một loài bướm đêm thuộc họ Nepticulidae. Nó là loài duy nhất được tìm thấy ở Hokkaido (Japan) và Kunashiri Island (southern Kurils).
Con trưởng thành bay vào early tháng 6 và tháng 8. There are probably two generations per year.
The host plant is unknown.